# Programa de Aceleração do Crescimento

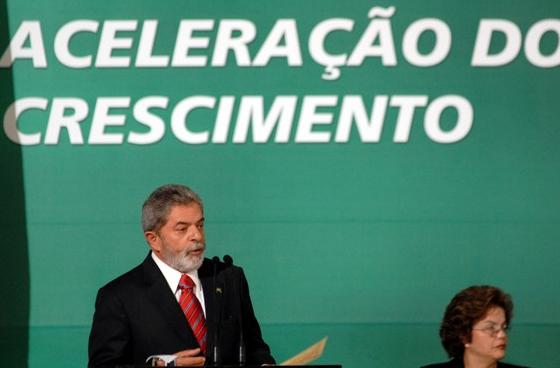
Lula de Silva presenta el Programa de Aceleración del Crecimiento (PAC) al lado de la ministra-jefe de la Casa Civil, Dilma Rousseff.

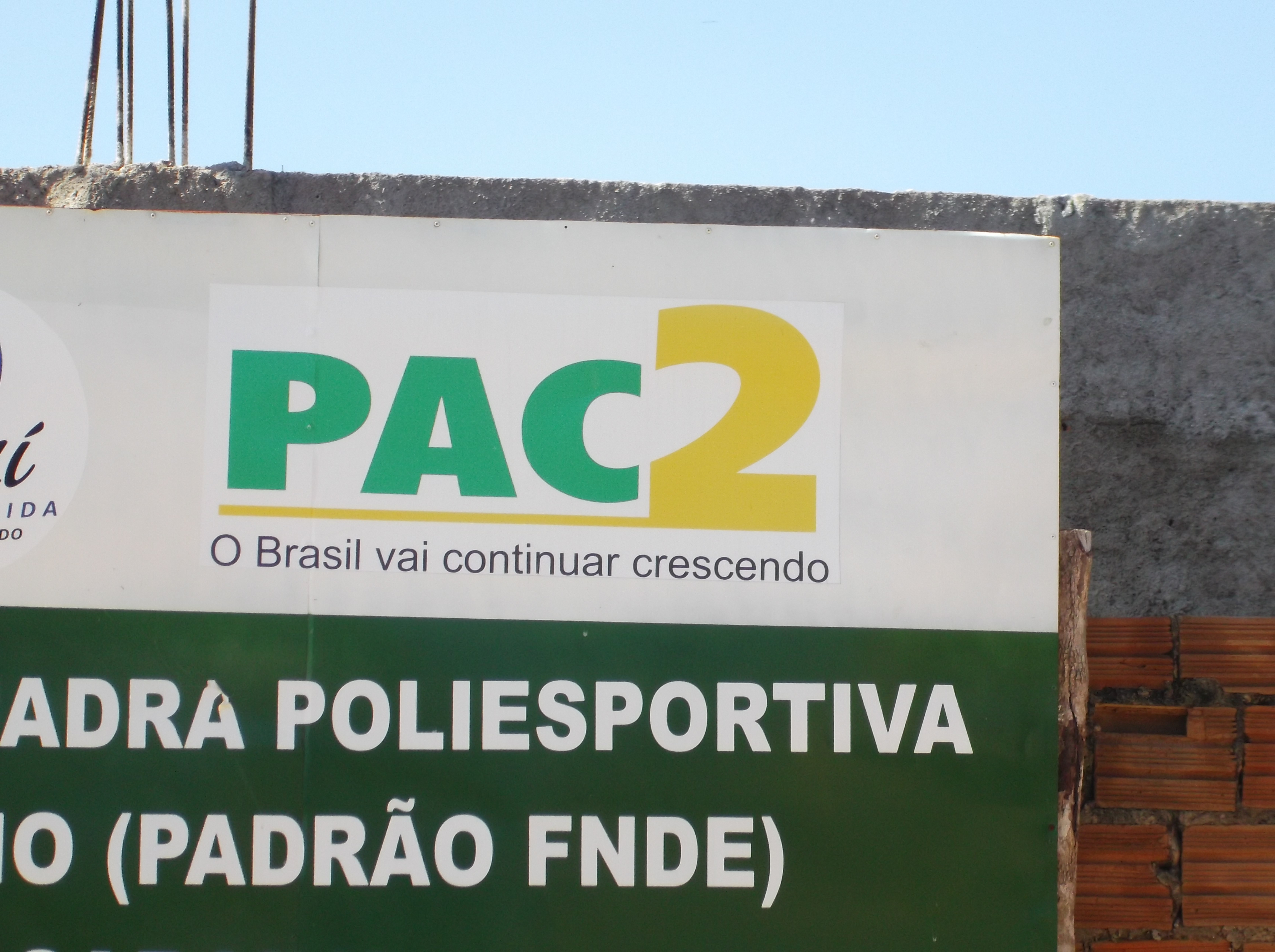
Vista de una placa de obra del PAC 2.

El Programa de Aceleração do Crescimento o Programa de Aceleración del Crecimiento (más conocido como PAC), lanzado el 28 de enero de 2007, fue un programa del gobierno federal brasileño que englobaba un conjunto de políticas económicas, planeadas para los cuatro años siguientes, y que tuvo por objetivo acelerar el crecimiento económico de Brasil, previendo inversiones totales de R$ 503 900 millones hasta 2010, siendo una de sus prioridades la inversión en infraestructuras, en áreas como saneamiento, vivienda, transporte, energía y recursos hídricos, entre otros.

## Estructura
El PAC se componía de cinco bloques:
1. Medidas de infraestructura, incluyendo la infraestructura social, como vivienda, saneamiento y transporte de masas (bloque principal).
2. Medidas para estimular el crédito y la financiación.
3. Mejora del marco regulatorio en el área ambiental.
4. Desgravaciones impositivas.
5. Medidas fiscales a largo plazo.

Esas acciones deberían ser implementadas, gradualmente, a lo largo del cuatrienio 2007-2010. La meta era obtener un crecimiento del PIB en torno a un 5% anual, gracias al papel "inductor" del sector público, ya que cada R$ 1,00 invertido por el sector público generaría R$ 1,50 en inversiones privadas. Las inversiones de R$ 503 000 millones, hasta 2010, se constituirían en la espina dorsal del programa de aceleración del crecimiento económico. Ese conjunto de proyectos de infraestructura pública debería ayudar a acelerar las inversiones privadas.

### Estructura de la inversión
Entre las inversiones anunciadas están incluidos: la suma de las inversiones públicas directas (R$ 67 800 millones en cuatro años), inversiones estatales, financiación de los bancos oficiales e inversiones privadas, para alcanzar el total previsto de R$ 503 900 millones en el período previsto, entre 2007 y 2010. Fueron seleccionados más de cien proyectos de inversión prioritarios en carreteras, hidrovías, ferrocarriles, puertos, aeropuertos, saneamiento y recursos hídricos.
Según el gobierno federal, habrá rebajas en los sectores de bienes de capital (máquinas y equipamientos), materias primas para la construcción civil, equipamientos de transmisión digital, semiconductores y ordenadores. En los casos de inversiones en infraestructura (energía, puertos, saneamiento, etc.), habrá exención del PIS/Cofins. Se estima una disminución en la recaudación de R$ 6 600 millones en 2007. El cambio de fecha para el pago de las contribuciones al INSS, que pasará del día 2 para el día 10 de cada mes y del PIS/Cofins, del día 15 al día 20, aumentará el capital de caja de las empresas.

## Avances en la gestión
En consonancia con la ministra de Planificación, Miriam Belchior, el PAC facilitaría la adopción de un método innovador en la monitorización de la gestión pública, una vez que favorece la cultura de priorización, responsabilidad y de transparencia en la información (a través de Balances cuatrimestrales). Además, se constituirán oficinas de seguimiento, oficinas permanentes y colegiadas de monitorización de todo el ciclo de emprendimientos y que también identifican dificultades y proponen soluciones para su superación, además de acompañar efectivamente las metas físicas.
También hubo mejoría en los procesos debido a:
- Obras del PAC ganaron estatus de transferencia obligatoria;
- Reducción del tiempo de desembolso del pago de las obras de saneamiento y habitación por caja;
- Licenciamento Ambiental -simplificación de procedimientos;
- Monitorización junta al TCU;
- Grupo Especial de la AGU;
- Mejoría de la calidad del gasto público; y
- Aprimoramento de las modalidades de concesiones y contrataciones.

Después de la creación del PAC, el gobierno reparó en la necesidad de contar con recursos humanos en los Ministerios relacionados con la infraestructura para subsidiar la formulación de políticas públicas, planear, coordinar, fiscalizar y ofertar asistencia técnica en la ejecución de proyectos relativos a la realización de obras de infraestructura de grande porte. Para suplantar tal deficiencia el gobierno decretó la Medida Provisória – MP 389/2007, convertida en la ley n.º 11.539/2007, que creó la carrera de Analista de Infraestructura y el cargo de Especialista en Infraestructura Sénior.

## Subprogramas

### PAC das Crianças
En 11 de octubre de 2007, en la víspera del Día de los Niños, fue lanzado el "PAC das crianças" o "PAC de los Niños", un subprograma del PAC que se constituye en un paquete para enfrentar la violencia contra niños y adolescentes, previendo gastos de R$ 2,9 mil millones hasta 2010, que vendrán de 14 ministerios y de empresas estatales.
El "PAC de los Niños" incluye proyectos para adolescentes ingresados que consumirán R$ 534 millones entre 2008 y 2010. Según la Secretaría Nacional de Derechos Humanos, entre 1996 y 2006 casi quadruplicou el número de adolescentes ingresados por práctica de violencia. El paquete prevé gastos de R$ 199 millones en la reforma y construcción de 49 unidades de internação y prevé la creación de una financiación para municipios con más de 50 mil habitantes para implementar medidas socioeducativas haciendo con que los internos presten servicios a la comunidad.
El "PAC de los Niños", por medio del Ministerio del Deporte, destinará R$ 37,6 millones para la construcción de manzanas deportivas en unidades de internação—ellas aún tendrán bibliotecas, talleres y ambulatorios.
Fue creado un incentivo, que repasa R$ 1 500, en un único pago, a las familias que acojan de vuelta niños llevados para abrigos a causa de la pobreza, a partir de 2008, y otro que transfiere jóvenes con más de 18 años de los abrigos para viviendas colectivas ofertando a ellos estágios en bancos estatales; y el último repasa R$ 70 millones a 445 municipios para reforma de los abrigos.
Un presupuesto de R$ 1,4 mil millones será destinada al auxilio la niños y adolescentes que sufran violencia y para crear, hasta 2009, un catastro nacional de adopción.

### PAC Ciudades Históricas
El Programa de Aceleración del Crecimiento de las Ciudades Históricas fue lanzado en 2009, en colaboración con el Instituto del Patrimonio Histórico y Artístico Nacional (IPHAN). Esta línea especial del PAC fue ofertada a 173 ciudades históricas (tombadas) o en proceso de nombramiento.
Hasta abril de 2011, fueron invertidos R$ 133,1 millones en acciones de preservación, que incluyeron revitalización de plazas, restauración de monumentos y enterramiento del cableado eléctrico.

## PAC 2

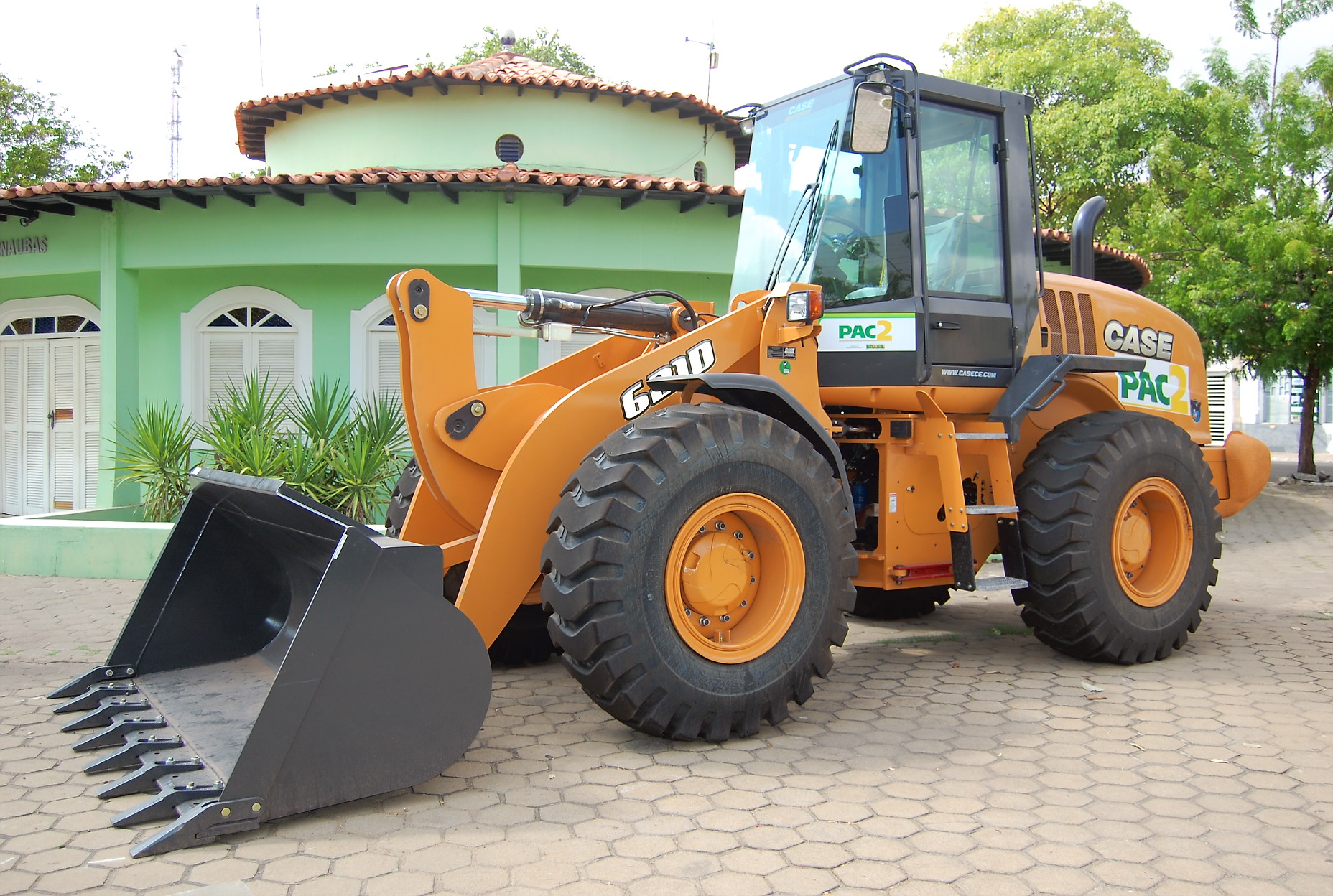
Tractor adquirido por el Ayuntamiento de Campo Maior (Piauí) con recursos del PAC 2

El PAC 2 fue lanzado el 29 de marzo de 2010 que prevé recursos de la orden de R$ 1,59 trilhão en una serie de segmentos, tales como transportes, energía, cultura, medio ambiente, salud, área social y habitación. Son 6 las áreas de inversiones del PAC 2: Ciudad Mejor, Comunidad Ciudadana, Mi Casa, Mi Vida, Agua y Luz para todos (expansión del Luz para Todos), Transportes y Energía.
- PAC Ciudad Mejor: Enfrentar los principales desafíos de los grandes centros urbanos para mejorar la calidad de vida de las personas.
  - PAC Movilidad Urbana (o PAC de la Copa): PAC 2 - Movilidad Grandes Ciudades y PAC 2 - Movilidad Ciudades Medias

- PAC Comunidad Ciudadana: Aumentar la oferta de servicios básicos a la población de barrios populares y garantizar la presencia del Estado.
  - PAC Ciudades Históricas
  - CEUs - Centros de Artes y Deportes Unificados

- PAC Mi Casa, Mi Vida: Reducir el déficit habitacional, dinamizar el sector de construcción civil y generar trabajo y renta.
- PAC Agua y Luz para Todos: Universalizar el acceso al agua y a la energía eléctrica en el país.
- PAC Transportes: Consolidar y ampliar la red logística, interligando diversos modales (rodoviario, ferroviario e hidroviario) para garantizar calidad y seguridad.
  - PAC 2 Equipamientos, que es, en síntesis, la donación de máquinas a los gobiernos municipales para apertura y mejoría de carreteras.
- PAC Energía: Garantizar la seguridad del suministro a partir de una matriz energética basada en fuentes renovables y limpias. Desarrollar los descubrimientos en la Pre-Sal, ampliando la producción de petróleo en el país.

## Balance
En 7 de mayo de 2007 fue publicado por el comité gestor del PAC el primer Balance del PAC, referente al período de enero a abril de 2007, un estudio detallado de sus proyectos en marcha.
En 20 de septiembre de 2007 el comité gestor presentó el Segundo Balance del PAC, notando que el programa ganó velocidad e inversiones que ya tienen reflejos en las previsiones del PIB, pero aún es preciso acelerar la conversión de gran parte de los recursos aún no gastos de 2007 en obras reales. Conforme el balance, en abril el PAC tenía 1 646 acciones registradas y pasó a 2014 entre mayo y agosto. En 31 de agosto de 2007, 60% de esas acciones estaban en el estágio de obra y 40% en la fase de licenciamento, licitación o proyecto, indicando que el PAC presentaba rendimiento satisfactorio del 94,1% del valor invertido y del 90,3% en acciones.

### Origen del dinero
- R$ 219 200 millones deberá ser el volumen de inversiones hechas por empresas estatales, siendo que, de estos, R$ 148 700 millones serán invertidos por la Petrobras, una empresa de economía mixta;
- R$ 67,80 mil millones deberán ser invertidos con recursos del presupuesto fiscal de la Unión y de la Seguridad social;
- R$ 216,9 mil millones deberán ser invertidos por la iniciativa privada, inducidos por las inversiones públicas ya anunciados.

### Destino del dinero

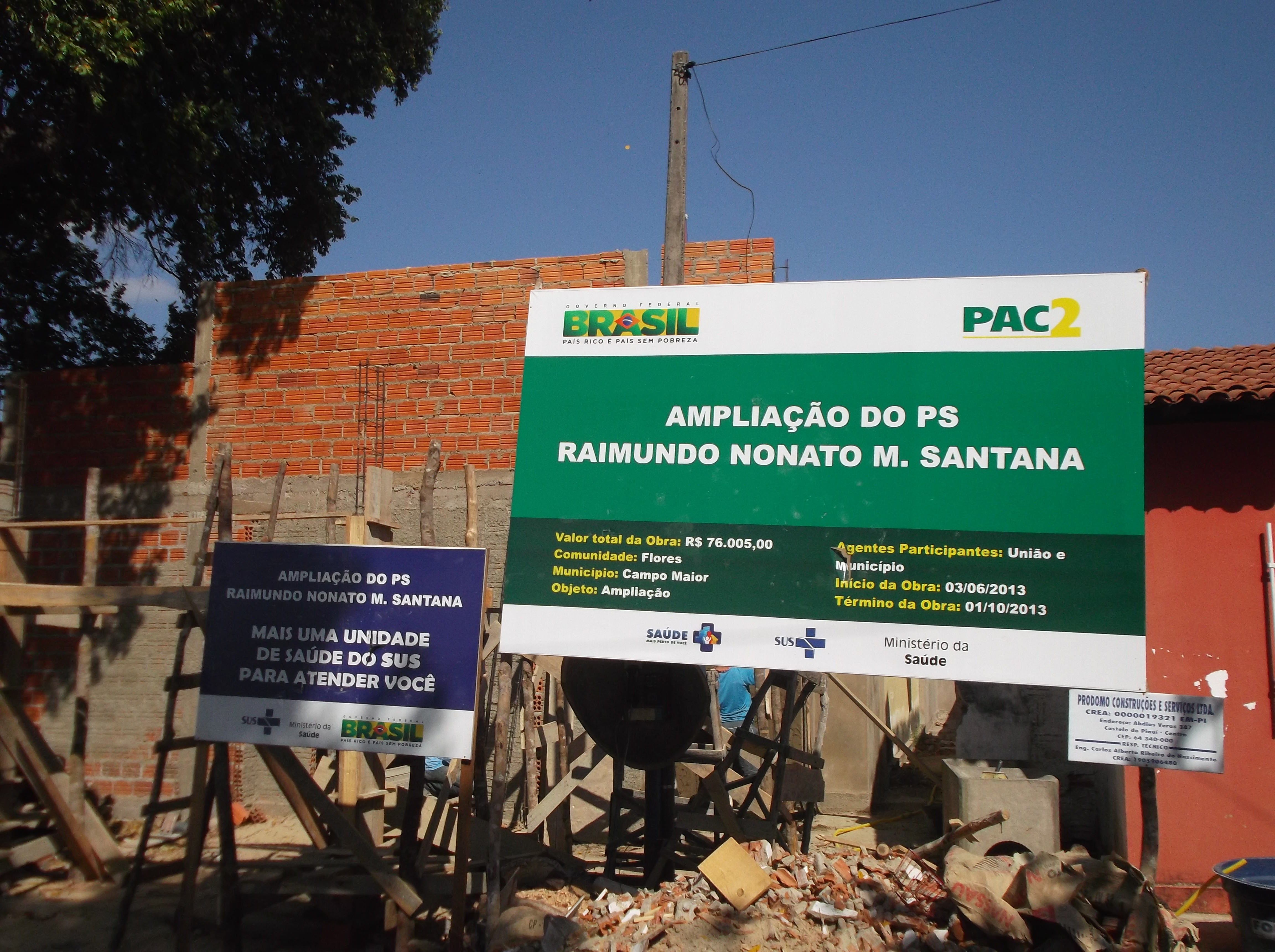
Obra de un puesto de salud con recursos del PAC2.

- R$ 274,8 mil millones deberán ser invertidos en Energía (incluye petróleo), así hendidos:
  - R$ 65,9 mil millones para generación de energía eléctrica;
  - R$ 12,5 mil millones para transmisión de energía eléctrica;
  - R$ 179,0 mil millones para petróleo y gas natural;
  - R$ 17,4 mil millones para combustibles renovables.
- R$ 170,8 mil millones serán invertidos en Infraestructura Social y Urbana, así hendidos:
  - R$ 8,7 mil millones para el proyecto Luz Para Todos;
  - R$ 40,0 mil millones para proyectos de saneamiento básico;
  - R$ 106,3 mil millones para proyectos de habitación;
  - R$ 3,1 mil millones para Metros;
  - R$ 12,7 mil millones para recursos hídricos.
- R$ 58,3 mil millones serán invertidos en Logística, así distribuidos:
  - R$ 33,4 mil millones para carreteras;
  - R$ 7,9 mil millones para ferrocarriles;
  - R$ 2,7 mil millones para puertos;
  - R$ 3,0 mil millones para aeropuertos;
  - R$ 700 millones para hidrovias;
  - R$ 10,6 mil millones para marina mercante.

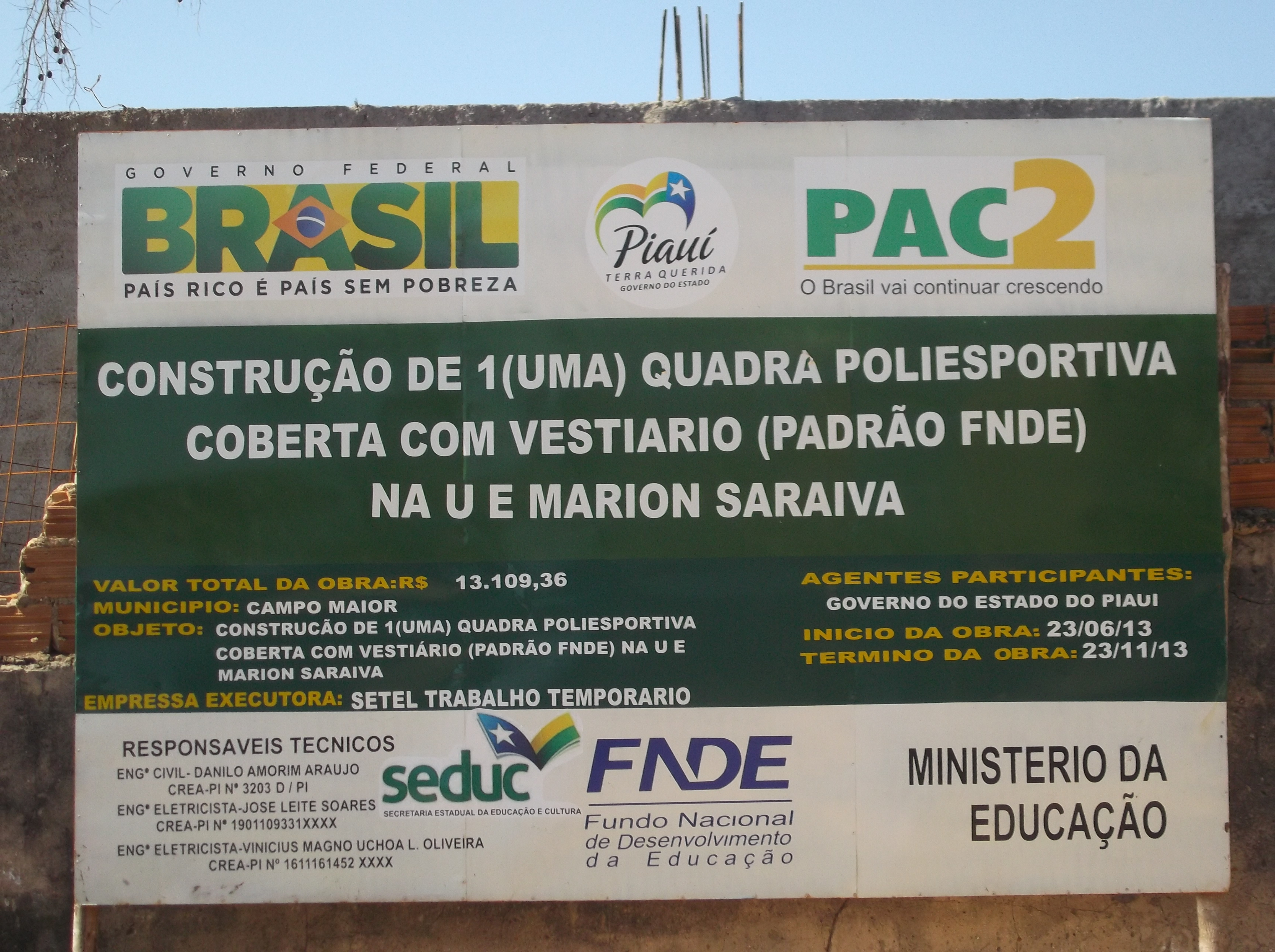

En consonancia con balance divulgado por la casa civil en junio de 2009, el PAC concluyó 15,1% del total programado.

## Controversias
El PAC es blanco de las incontables controversias, denuncias e irregularidades. Entre ellas están:

### Tribunal de las Cuentas de la Unión
En 2009, el Tribunal de Cuentas de la Unión apuntó irregularidades en 30 de las 99 obras del PAC fiscalizadas, de las cuales fue recomendada la paralización de 13. El gobierno federal, preocupado con la posibilidad de no poder hacer propagandas del PAC, envió abogados para acompañar los procesos con el objetivo de hacer la defensa en la ejecución de las obras.

### Uso electoral
El PAC es criticado por haber sido creado con fines electorales, uniendo todos los gastos e inversiones comunes y obligatorios del gobierno federal bajo una nomenclatura propagandística, para facilitar la divulgación. A la vez la precandidata governista a la presidencia, Dilma Rousseff, Ministra-Jefe de la Casa Civil, tendría su nombre asociado a él. Fue protocolado requerimiento para que el Tribunal Superior Electoral filtrara si el comportamiento del presidente, y de la precandidata, al pasar revista obras personalmente, caracterizaría campaña electoral anticipada. Políticos y el presidente del STF, Gilmar Mendes, acusan Lula de usar inauguraciones de obras como forma de promoción de la precandidata del PT.
Otra crítica se debe al hecho de las capitales gobernadas por aliados del PT sean las que más reciben recursos del PAC.

### Decretos del gobierno federal

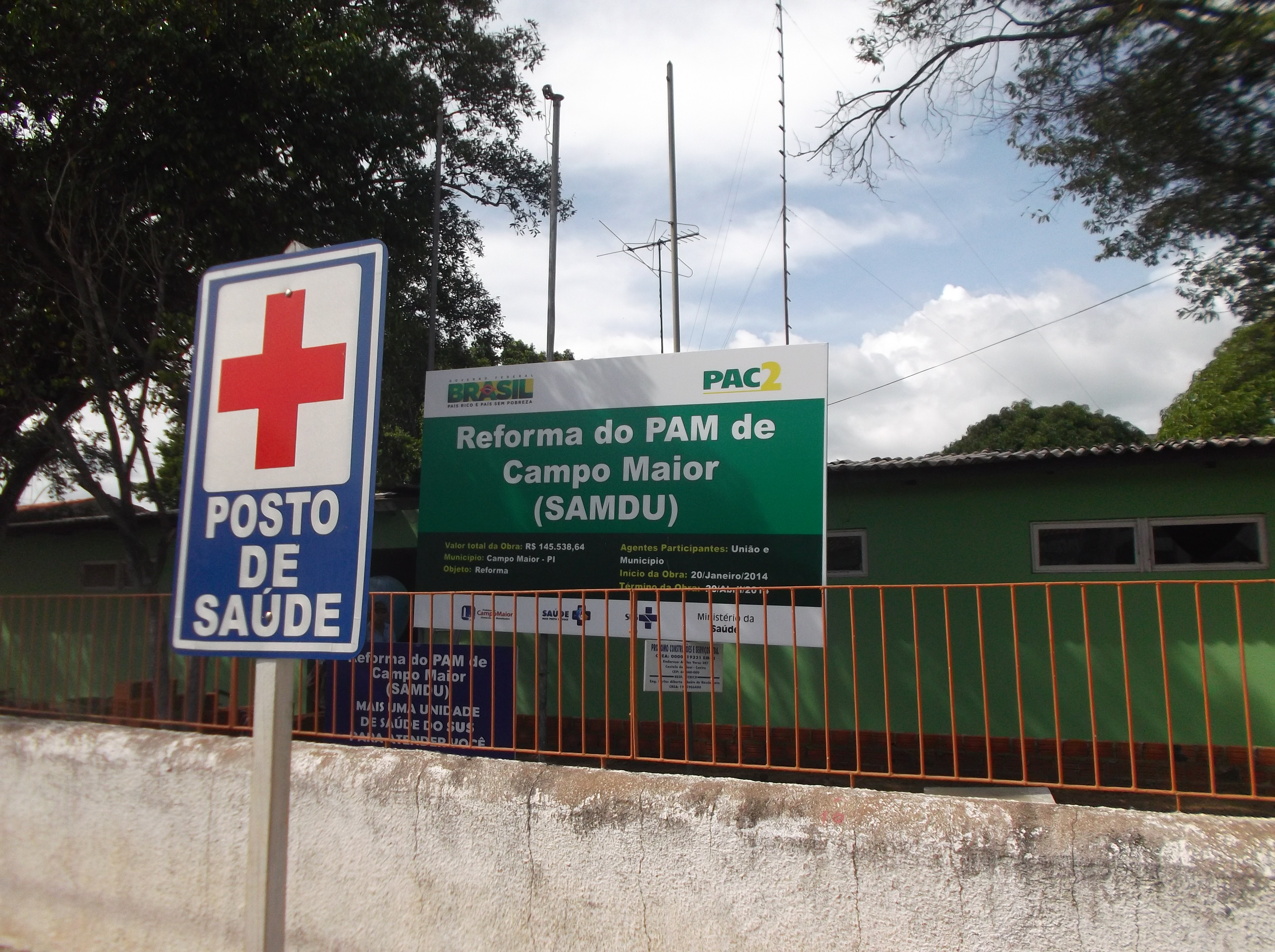
Obra en salud.

Algunas obras del PAC fueron realizadas bajo decreto, a fin de burlar la legislación electoral que prohíbe repases de recursos federales para nuevas obras en los tres meses que anteceden a la elección de los alcaldes. La legislación electoral también prohíbe el uso de la máquina gubernamental para hacer lo que fue considerada, según el ministro Gilmar Mendes y otros críticos, una campaña electoral anticipada por Dilma, acompañada de Lula en todas las inauguraciones del referido programa

Según la ONG Contas Abertas, hasta el final de 2009, sólo 9,8% de las obras del PAC fueron concluidas y 62% no salieron del papel.

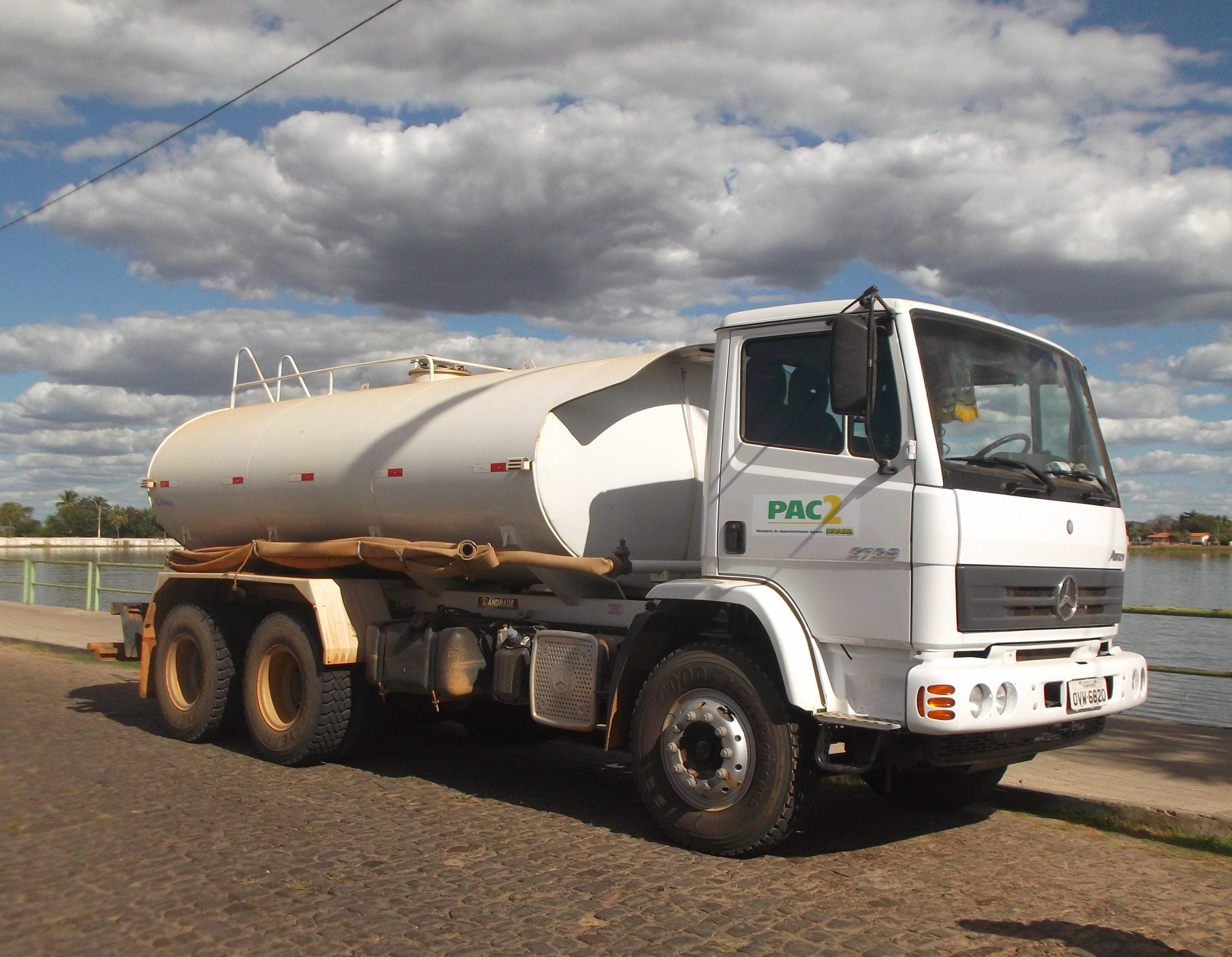
Camión cisterna.